# セイテン大戦フリーダーバグ
『セイテン大戦フリーダーバグ』（セイテンたいせんフリーダーバグ）は石川賢とキタロー（協力）の漫画作品。1998年から1999年にかけて角川書店の『エースダッシュ』（月刊少年エース増刊）および『月刊エースネクスト』で連載された。

## ストーリー
西暦2040年に第三次世界大戦が中国大陸で勃発。人々はこの戦いを「斉天大戦（せいてんたいせん）」と呼んだ。西暦2044年、運び屋をする主人公・護国寺大和は、蛟龍という青年軍人から仕事の依頼を受ける。それは彼と、彼がバグと呼ぶ女を、飛空挺で天宝山まで運ぶという物だった。だが米国連合の追っ手の襲撃を受ける。戦いの最中、大和はヤマト・セイクンという巨大ロボットにパイロットとして登録されてしまう。大和は否応なしにセイクンをめぐる争いに巻き込まれていく。

## 登場人物

### 主人公側
護国寺 大和（ごこくじ やまと）
本作の主人公。相棒の轟天と一緒に飛空挺で運び屋をやっていた。ヤマト・セイクンにパイロット登録されてしまい、セイクンをめぐる世界規模の争いに巻き込まれる。バグによれば彼もバグ一族の血を引いているとのことで、セイクンを起動した際には顔にバグと同じ模様が浮かび上がる。今を必死に生きようとする人々を愛しており、争いを続ける世界をリセットし「やり直す」というバグや蛟龍の意見、況してや遊び場と称するスウェインに対しては断固として反対する。
蛟龍（こうりゅう）
米国連合に追われている謎めいた青年軍人。バグをヤマト・セイクンのパイロットに登録し、ほかの8体のセイクンも手に入れ、地球その物を作りかえようと目論んでいた。だが護国寺大和がヤマト・セイクンのパイロットになったため、大和を従わせようとする。鞭を振るうと10メートル級の巨大ロボットをバラバラに切断する技量を持つ。
彼もバグ一族だが、その役割は「計画に失敗したと判断したら、星そのものを破壊し消滅させる」ことだという。
バグ
蛟龍が連れている謎の女。なぜか蛟龍には人形のように唯々諾々と従う。正体は太古に地球にやって来た9体のセイクンを導くナビゲーター役であり、バグ一族の中でも特殊な役目を担っており、全てをリセットしてやり直すと語る。
傭兵隊（ようへいたい）
蛟龍がセイクンを運ぶ超巨大爆撃機「大鳳凰（ダイホウオウ）」を運用するために集めた傭兵たち。彼らも元は難民で、難民を囮にするのは気が進まず、1人でも多くの難民を助けようとする大和に一目置くことになる。

### 欧米連合
アルフレッド大佐
蛟龍からバグを奪還しに来た部隊の長。飛行するロボットに乗っていたが、蛟龍の鞭でロボットごとバラバラに切断された。
ルーカス機長
超巨大爆撃機バグ・ウォーの機長。所属は第10爆撃隊。なぜか階級はコマによって大佐、少佐、軍曹などと異なっている。アルフレッド大佐の任を継ぐ。だがバグ・ウォーの機首に合体していたヤマト・セイクンが護国寺大和をパイロットとして登録したため、奪われてしまう。その後、天宝山攻撃部隊に合流するが、セイクン同士の戦いに巻き込まれる。ギリギリの隙間にいたことで生き残るが「（生きているから）運がいいのか（一思いに死ねないのは運が）悪いのか」と悩む。
カーツ元帥
ルーカスの報告を受け、スウェインとゼロン・セイクンを使って蛟龍の元にいるバグを奪還しに来る。蛟龍とは顔見知りで因縁浅からぬ仲らしい。
スウェイン
カーツの元にいる少年。バグ一族の1人であり、ゼロン・セイクンのパイロット。かつて月を死の星にしたらしい。「地球を自分好みの遊び場に作りかえる」と言い、ヤマト・セイクンをゼロン・セイクンで翻弄する。

### 第三勢力
ナハム・マジャナ
シグム・セイクンのパイロット。禿頭で眼鏡をかけた男性。やはりバグ一族の1人であり、蛟龍によればサブ・ナビゲーターという役割。本来はバグに万が一のことがあった時に予備のナビゲーターとして目覚める存在であり、バグが無事であるならバグ一族の能力や知識を持つことはなかった。蛟龍は「それがなんらかのトラブルで能力に目覚めた」と考える。9体のセイクンを使い、彼が理想とする世界（神を頂点とし、すべての神の教義にもとづく秩序ある世界）を作るのが目的。
坊主達
ナハム・マジャナの配下の人間達。戦場を超能力で封鎖し、新たなセイクンを呼び寄せた。

## 登場ロボット

### オリジナルのセイクン
宇宙のどこかで何者かに作られた9体の超巨大ロボット。小指の第一関節だけでも成人男性の身長より長い。額に円形の透明窓があり、そこが操縦席となっている。9体がそれぞれ異なる能力を持つ。バグ一族の血を引く者しか扱えず、起動する際には搭乗者の血液を認識する。一族以外の者が起動させようとすると血液全てを吸い取ってしまうか、逆に内圧を高めて破裂させる。ヤマト・セイクンとゼロン・セイクンは飛行形態に変形する機能が確認されている。
パイロットが乗り込んでいない状態で運搬するために「バグ・ウォー」「大鳳凰」といった超巨大爆撃機の前部に接続する。これらの機体にはメインコクピットにセイクンへの乗り込み口がある。
まだ岩塊だった地球にやって来て、火山活動を起こして大気を、雨を降らして海を作り生命を生み出した。
「理想の世界を作る」ことをプログラムされており、修正するために都市や大陸を滅ぼしたこともある。
ヤマト・セイクン
初登場時は欧米連合が所有していたが、護国寺大和がパイロットに登録されたために奪われた。溶岩や大地を動かす能力を持つ。かつて日本で起動実験が行われた際、暴走して日本列島が消滅した。飛行形態でも頭部はそのままの形で飛行に適しているとは言い難い。
ゼロン・セイクン
雷や電気を操る能力を持つ。飛行形態では頭部も変形し、飛行に適した形になる。
シグム・セイクン
風を操る能力を持つ。
このシグム・セイクンに似た姿を持った超巨大ロボットが『ゲッターロボアーク』に登場しており、そちらではバグという名となっている。

### レプリカのセイクン
欧米連合がゼロン・セイクンの血から複製して作ったロボット。オリジナルと違い、バグ一族以外の人間でも操縦出来るが、性能はオリジナルに遠く及ばない。元になったのはゼロン・セイクンで同様に飛行形態に変形する。これら以外にも参考モデルにしたのか人型に変形する兵器が多数存在している。
ケネディ・セイクン
ニクソン・セイクン

## 用語
第三次世界大戦
2035年に中東で紛争が発生。それが世界的なエネルギー危機をもたらす。数年を経て局地戦が世界大戦に移行。各国は残されたエネルギー源を求めて中国大陸に侵攻。欧米連合とアジア諸国連合が衝突する。
バグ一族
世界の創生から存在する一族。世界中にその血筋であることも知らないまま存在し続けるが、その時代の変化に応じて、その血に刻まれた記憶と役目に目覚めて活動する。主に「ナビゲーター」と呼ばれる存在とナビゲーターに従ってセイクンを操る者に分かれる。
目覚める役割は様々で、文明の度合いや進む方向性から判別を行い、破壊や修正を行う。だが、スウェインや大和、ナハムの様に人間としての意識が強くそれぞれの価値観に従って活動するなど想定通りには運ばないが、ナビゲーターであるバグ自身にも「理想の世界を創る」という前提こそあっても明確な回答を持っていない。

## 年表
| 不明             | 宇宙のどこかで9体のセイクンが作られ、「理想の世界の創造」をプログラムされた。 |
| 地球が誕生した頃 | 9体のセイクンが地球にやって来る。地球に大気と海を作り、生物を誕生させる。バグをはじめとするパイロット達は、地球生物の中で眠る。 |
| 不明             | バグ一族の血筋は人類の血筋に伝わっていた。時折、血が目覚めた者は、その時の世界を「理想の世界からは程遠い」と判断すると、セイクンの力を使って都市を溶岩で滅ぼしたり、大陸を海に沈めたりして「やり直し」をはかっていた。 |
| 2030年頃?        | 日本列島でヤマト・セイクンとバグによる起動実験が行われる。この実験で日本列島は消滅してしまう。登場人物の台詞などから、蛟龍が関わっていたらしい。 |
| 2035年           | 中東で紛争が発生。それが原因で世界中にエネルギー危機が起きる。これが切っ掛けで世界大戦になる。 |
| 2040年           | 中国大陸で欧米連合とアジア諸国連合が衝突。第三次世界大戦が発生。 |
| 2044年           | 護国寺大和が蛟龍から運びの仕事を引き受ける。目的地である天宝山に向かう途中、欧米連合の襲撃を受ける。戦いの最中に護国寺大和はヤマト・セイクンにパイロットとして登録されてしまう。バグのテレパシーによるサポートもあり、ヤマト・セイクンはケネディ・セイクンとニクソン・セイクン、バグ・ウォーを退ける。                         |
| 同上             | 天宝山のアジア諸国連合の基地を欧米連合が襲撃。蛟龍や大和達の一行は大鳳凰で脱出。 |
| 同上             | 欧米連合カーツ元帥がゼロン・セイクンと共に大鳳凰を襲撃。護国寺大和は大鳳凰からヤマト・セイクンで出撃。オリジナルのセイクン同士の戦いが始まる。 |
| 同上             | ヤマト・セイクンはゼロン・セイクンに押されていたが、護国寺大和がバグ一族の血に目覚め、ゼロン・セイクンを一時撃退。 |
| 同上             | バグはテレパシーで大和に、地球の改造と生命は9体のセイクンが行なったことを告げる。さらに「今の世界は理想から程遠い。かつて都市や大陸を消したのと同様に、今度は地球全体を一から作り直すのです」とも。だが大和は「人類は不完全かも知れないが、そんな人類が好きなんだ」と拒否。                                                    |
| 同上             | ゼロン・セイクンが再度襲来。さらにシグム・セイクンも第三勢力として襲来。さらにナハム・マジャナ配下の僧侶達が第4のセイクン（名称不明）を呼び寄せる。 |
| 同上             | 蛟龍とバグは、ナハム・マジャナのバグ一族としての能力は不完全だと判断。ナハムは9体のセイクンを扱いきれず、このままでは「最悪の形で地球が滅ぶ」と考える。バグはそれを防ぐための策を大和に提案。 |
| 同上             | バグはヤマト・セイクンと一体化しパワーアップさせる。戦いの場にいたあらゆるモノが、宇宙にまで放り出される。ヤマト・セイクン自身も宇宙をただよう。大和はバグに「お前が作ろうとしている理想世界とはどんな物か」と質問。バグは「分からない。自分は道を探して歩いている迷子の様な物」と返答。バグに見守られながら大和は眠りにつく。 |

## 単行本
角川書店の「カドカワコミックス・エース」レーベルより、全2巻が発売された。
1. 1999年5月1日初版発行 ISBN 4-04-713275-6
2. 1999年10月1日初版発行 ISBN 4-04-713299-3

## 関連作品
- ゲッターロボアーク